# Memorial Argo Manfredini 2002
Il Memorial Argo Manfredini 2002 è stato un torneo di tennis facente parte della categoria ATP Challenger Series nell'ambito dell'ATP Challenger Series 2002. Il torneo si è giocato a Sassuolo in Italia dal 24 al 30 giugno 2002 su campi in terra rossa.

## Vincitori

### Singolare
David Ferrer ha battuto in finale  Mariano Puerta con il punteggio di 6–4, 6–1

### Doppio
Leonardo Azzaro /  Potito Starace hanno battuto in finale  Manuel Jorquera /  Diego Moyano 6–3, 6–2